# Pastora Imperio
Pastora Imperio, pseudonimo di Pastora Rojas Monje (Siviglia, 13 aprile 1887 – Madrid, 14 settembre 1979), è stata una ballerina, cantante e attrice spagnola e una delle figure più rappresentative della storia del flamenco.

## Biografia
Figlia della ballerina Rosario Monje e di Víctor Rojas, un sarto di toreri, iniziò la sua carriera artistica all'età di dieci anni e divenne famosa quando recitò come prima ballerina nella prima de El amor brujo di Manuel de Falla il 15 aprile 1915, al Teatro Lara di Madrid, per merito di Jacinto Benavente, che contattò Manuel de Falla.
Grazie alla sua personalità divenne molto popolare anche nel mondo intellettuale ed artistico dell'epoca e fu musa di pittori, poeti e altri artisti, come Julio Romero de Torres, che dipinse il suo ritratto, o Mariano Benlliure, che si ispirò alla sua figura per creare una delle sue sculture. Di lei hanno scritto personaggi letterari come Ramón Díaz Mirete, Ramón Pérez de Ayala, Tomás Borrás e i fratelli Álvarez Quintero che l'hanno elogiata come una grande artista. Ha ricevuto numerosi premi per la sua carriera artistica e fu anche amica della regina Vittoria Eugenia.
Nonostante fosse autodidatta, Pastora fu considerata l'artista più rappresentativa del suo tempo  tanto che lo storico della musica Gilbert Chase scrisse nel 1941: "La più grande ballerina di flamenco spagnola moderna, Pastora Imperio, camminava in modo tale che si diceva che avesse ricevuto questo dono da Dio e da esso avesse creato una nuova arte: quella di camminare".
Si ritirò definitivamente dalle scene nel 1959 e morì a Madrid il 14 settembre 1979, all'età di 92 anni.
La duchessa d'Alba finanziò una statua in suo onore realizzata dallo scultore Luis Álvarez Duarte che si trova a Siviglia all'incrocio tra le vie Velázquez e O'Donnell.

## Filmografia

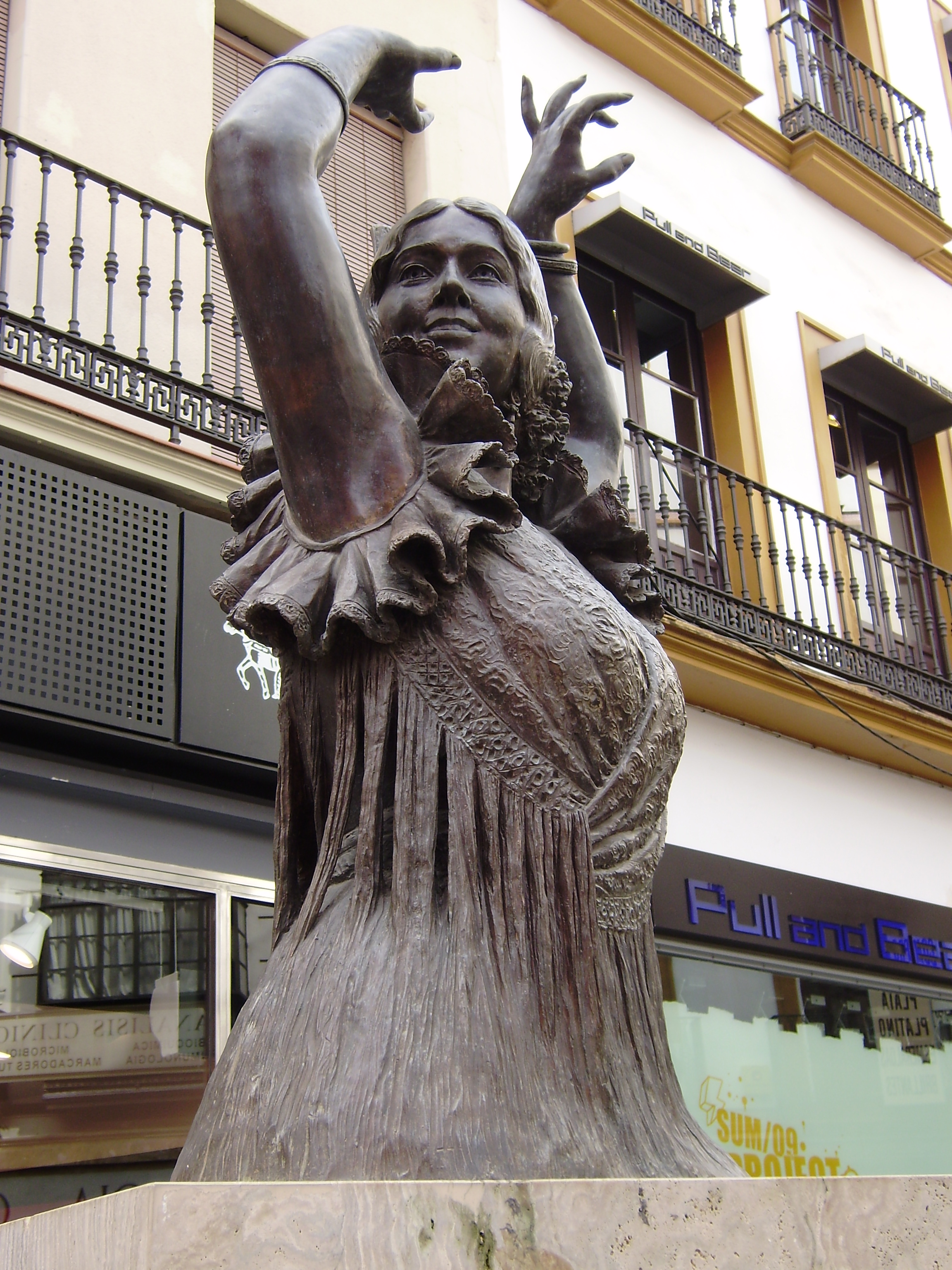
Statua di Pastora Imperio a Siviglia

Ha partecipato a diversi film nel corso della sua carriera:
- La danza fatal (1914);
- La reina de una raza (1917);
- María de la O (1936);
- La Marchesona (1940);
- Canelita en rama (1943);
- L'amor brujo (1949);
- Pane, amore e Andalusia (1958);
- Duelo en la cañada (1959).

## Vita privata
Il 20 febbraio 1911 sposò il famoso torero Rafael Gómez Ortega nella chiesa di San Sebastiano a Madrid ma il matrimonio durò meno di un anno. La coppia rimase comunque legalmente sposata fino all'introduzione del divorzio nella nuova costituzione della Seconda Repubblica e Rafael Gómez riconobbe la figlia di Pastora, Rosario Gómez Rojas (nata nel 1920), anche se in realtà era la figlia di Fernando di Borbone y Madán, duca di Dúrcal e cugino di Alfonso XIII.